# Stacja Polarna Uniwersytetu Marii Curie-Skłodowskiej
Stacja Polarna Uniwersytetu Marii Curie-Skłodowskiej – sezonowa polska stacja polarna na Spitsbergenie działająca od roku 1986.

## Położenie
Stacja mieści się w dawnej osadzie górniczej Calypsobyen na równinie Calypsostranda, będącej częścią Ziemi Wedela Jarlsberga na wyspie Spitsbergen.

### Budynki
Stacja zajmuje kompleks budynków. Nie wszystkie z nich są obecnie używane podczas ekspedycji.
| oznaczenie | nazwa                | rok powstania | obecna funkcja   |
| ---------- | -------------------- | ------------- | ---------------- |
| A          |                      | 1918-1919     | główne lokum     |
| B          |                      | 1918-1919     | magazyn          |
| C          | Blomlihytta          | 1918          |                  |
| D          |                      |               | nie jest używany |
| E          | Camp Jacobsen        | 1901          |                  |
| F          | telegraf-radiostacja |               |                  |

## Historia
Stacja powstała w kilku zaadaptowanych do tego celu budynkach pozostałych po kompanii NEC, która w początkach XX w. podejmowała próby wydobycia m.in. węgla.
W 1932 roku Calypsobyen przeszło na własność państwową Norwegii. Od tamtego czasu jego zabudowania pozostają w stanie niezmienionym. Na mocy pozwolenia Gubernatora Svalbardu, od 1986 roku zabudowania w Calypsobyen są bazą główną Wypraw Polarnych UMCS.